# Fontinalis subcarinata
Fontinalis subcarinata är en bladmossart som beskrevs av Jules Cardot 1904. Fontinalis subcarinata ingår i släktet näckmossor, och familjen Fontinalaceae. Inga underarter finns listade i Catalogue of Life.